# 솔렌 뒤랑
솔렌 뒤랑(프랑스어: Solène Durand, 1994년 11월 20일 ~ )은 프랑스의 여자 축구 선수이다. 포지션은 골키퍼이며, 현재 프랑스 디비지옹 1 페미닌의 EA 갱강에서 활동하고 있다.

## 클럽 경력
2000년부터 2006년까지 손에루아르주의 축구 클럽인 바렌 르 그랑(Varennes-le-Grand)에서 활동했으며 2006년부터 2009년까지 AS 샤트누아르루아얄(AS Châtenoy-le-Royal)로 이적했다. 2009년에 몽펠리에 HSC에 입단하면서 프로 선수 생활을 시작했고 2011년에 디비지옹 1 페미닌 무대에 데뷔했다. 2017년에 갱강으로 이적하면서 팀의 주전 골키퍼로 활약했다.

## 국가대표 경력
2010년부터 2011년까지 프랑스 여자 U-17 축구 국가대표팀 선수로 활약하면서 13경기에 출전했으며 스위스에서 개최된 2011년 UEFA U-17 여자 축구 선수권 대회에서 프랑스의 준우승을 견인했다. 2012년부터 2013년까지 프랑스 여자 U-19 축구 국가대표팀 선수로 활약하면서 13경기에 출전했고 웨일스에서 개최된 2013년 UEFA U-19 여자 축구 선수권 대회에서 프랑스의 우승을 견인했다.
2014년에 프랑스 여자 U-20 축구 국가대표팀 선수로 활약하면서 5경기에 출전했다. 캐나다에서 개최된 2014년 FIFA U-20 여자 월드컵 본선에서는 4경기에 출전했는데 프랑스는 해당 대회에서 3위를 차지했다. 프랑스에서 개최된 2019년 FIFA 여자 월드컵에 참가한 프랑스 여자 축구 국가대표팀 명단에 이름을 올렸지만 본선에서는 사라 부하디 골키퍼에게 밀려 기용되지 않았다.